# Lîtvînivka, Bilovodsk
Lîtvînivka (în ucraineană Литвинівка) este o comună în raionul Bilovodsk, regiunea Luhansk, Ucraina, formată numai din satul de reședință.

## Demografie
Componența lingvistică a comunei Lîtvînivka
     Ucraineană (91,95%)
     Rusă (7,79%)
     Alte limbi (0,09%)
Conform recensământului din 2001, majoritatea populației comunei Lîtvînivka era vorbitoare de ucraineană (91,95%), existând în minoritate și vorbitori de rusă (7,79%).